# Псатирелла коническая
Псатире́лла кони́ческая (лат. Psathyrella conopilus) — гриб рода Псатирелла (Psathyrella) семейства Псатирелловые (Psathyrellaceae). Несъедобен. 

## Названия
Русские синонимы:
- Хрупля́нка коническая
- Псатирелла чернова́тая

О родовом названии — см. Псатирелла.
Научные синонимы:
- Agaricus conopilus Fr., 1821basionym
- Agaricus aratus Berk., 1860
- Agaricus subatratus Batsch, 1786
- Agaricus superbus Jungh., 1830
- Drosophila conopilus (Fr.) Quél., 1886
- Pilosace conopilus (Fr.) Kuntze, 1898
- Psathyra conopila (Fr.) P. Kumm. 1871
- Psathyra conopilea var. subatrata (Batsch) J.E. Lange, 1936
- Psathyra conopilea var. superbus (Jungh.) Cooke, 1890
- Psathyra elata Massee, 1892
- Psathyrella arata (Berk.) Sacc., 1908
- Psathyrella conopilus var. subatrata (Batsch) Citérin & Bon, 1995
- Psathyrella subatrata (Batsch) Gillet, 1878
- Parasola conopilus (Fr.) Örstadius & E. Larss., 2008

## Описание
Шляпка диаметром 2—6 см, всегда конической формы, бороздчатая. Кожица гладкая, тёмной коричнево-бурой окраски, при высыхании становится охристо-жёлтой, под микроскопом на ней видны тёмные толстостенные волоски.
Мякоть коричневая, очень тонкая, невооружённым глазом с трудом различима.
Ножка высотой 9—19 см и 0,2—0,3 см в диаметре, белая, полая, хрупкая.
Пластинки приросшие, частые, ломкие, от серого до чёрного цвета с белым краем.
Остатки покрывал отсутствуют.
Споровый порошок чёрный, споры 15,5×7,5 мкм, эллипсоидальные, с порой.

## Экология и распространение
Гумусовый сапротроф. Растёт по обочинам дорог, на нарушенных почвах в парках, на мусорных кучах и древесных опилках. Распространён в Европе — от Западной Европы до Европейской части России, также на Кавказе и на Дальнем Востоке. Плодовые тела появляются одиночно или группами.
Сезон конец лета — поздняя осень.